# Charango
Pour les articles homonymes, voir Charango (homonymie).
Le charango est un instrument de musique à cordes pincées des peuples autochtones des Andes, inspiré des diverses formes de guitares anciennes apportées par les colons espagnols au XVIe siècle. Il est peut-être originaire de la ville bolivienne de Potosí ou de la ville d'Ayacucho au Pérou au XVIIIe siècle.
À la suite de l'arrivée des Espagnols en Amérique, les autochtones s'inspirèrent de la guitarrilla ou du timple (ou tiple), ou encore de la vihuela de mano, et peut-être aussi de la mandoline napolitaine (toutes apportées d'Europe par les Espagnols), pour créer ce petit instrument au son clair et puissant, et au timbre si caractéristique par sa brillance. Ce petit "luth des Andes" s'est ensuite répandu dans tous les pays andins (Pérou, Bolivie, Argentine, Chili et Équateur).
La vihuela de mano fut apportée par les Espagnols en Amérique dès le XVIe siècle. Le charango, lui, est attesté pour sa part au XVIIIe siècle, mais il pourrait être beaucoup plus ancien sans avoir laissé de traces, d'autant plus que sa fabrication et son utilisation étaient quasi clandestines, car l'usage des instruments à cordes était interdit aux Indiens par les autorités coloniales.
Il est aujourd'hui mondialement connu, reconnaissable à son timbre. Il a été popularisé et enseigné en France  par des groupes tels que Pachacamac.

## Facture

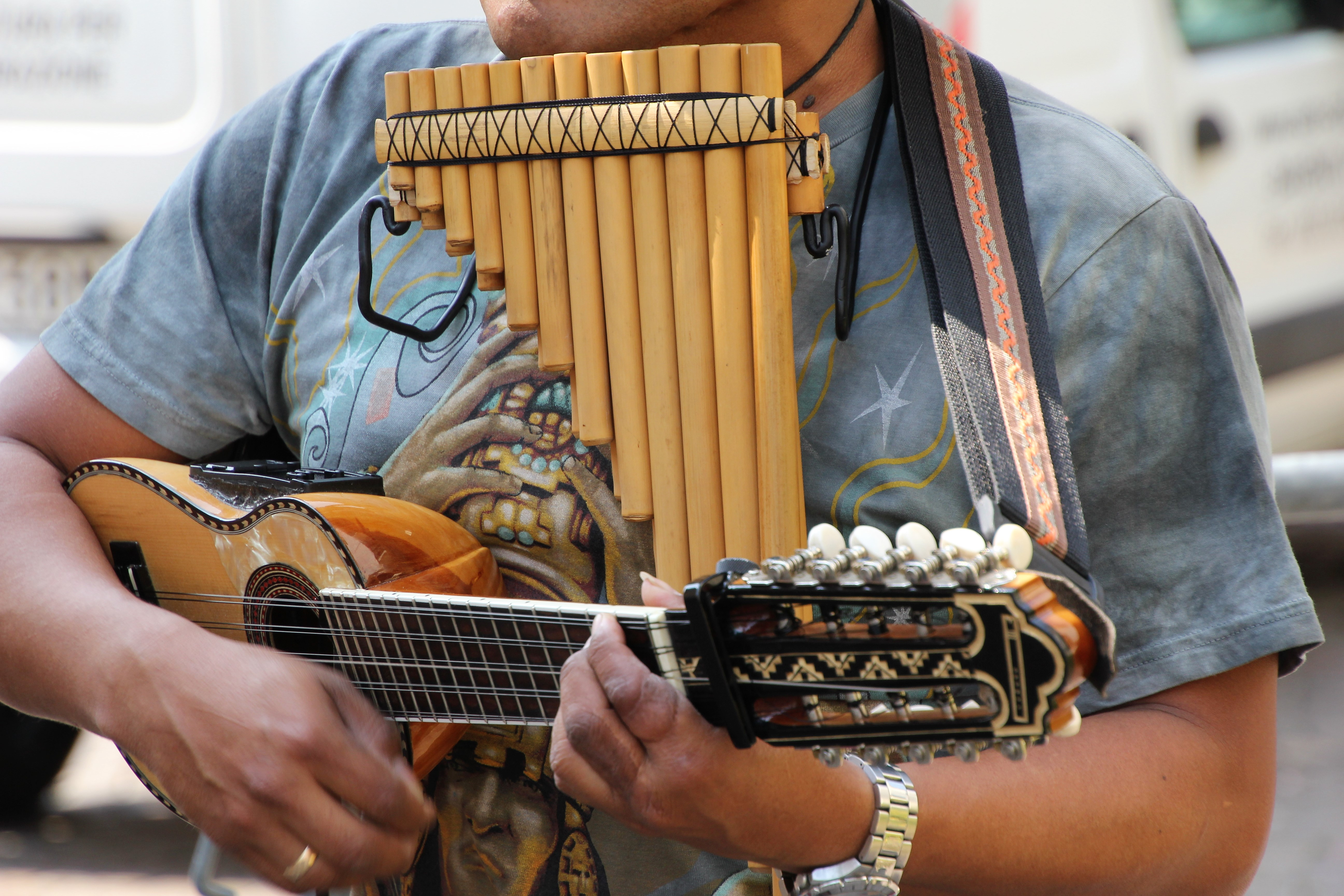
Un joueur de charango et de siku.

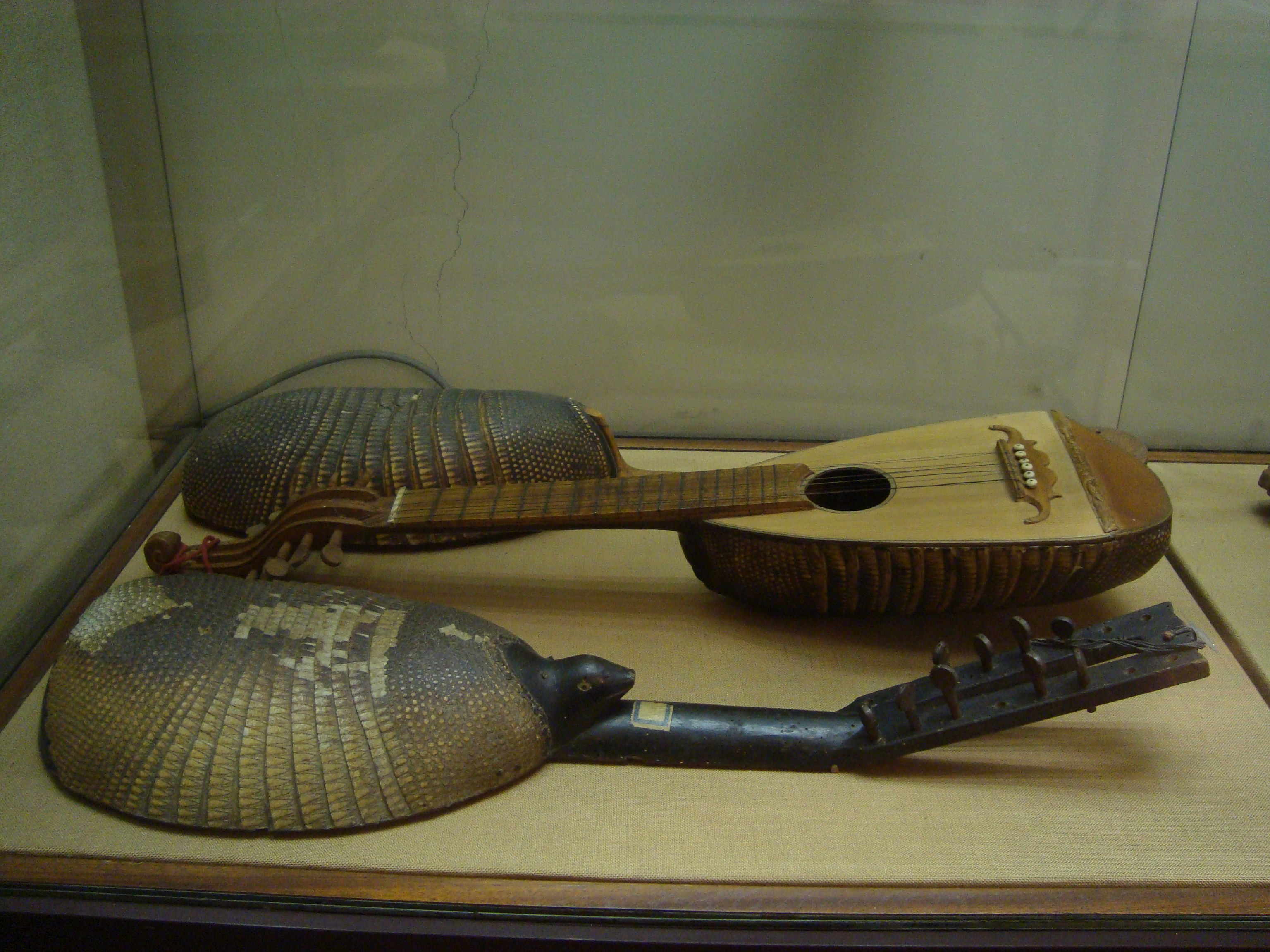
Charangos mexicains anciens faits de carapaces de tatous, collections du Musée national des instruments de musique de Rome.

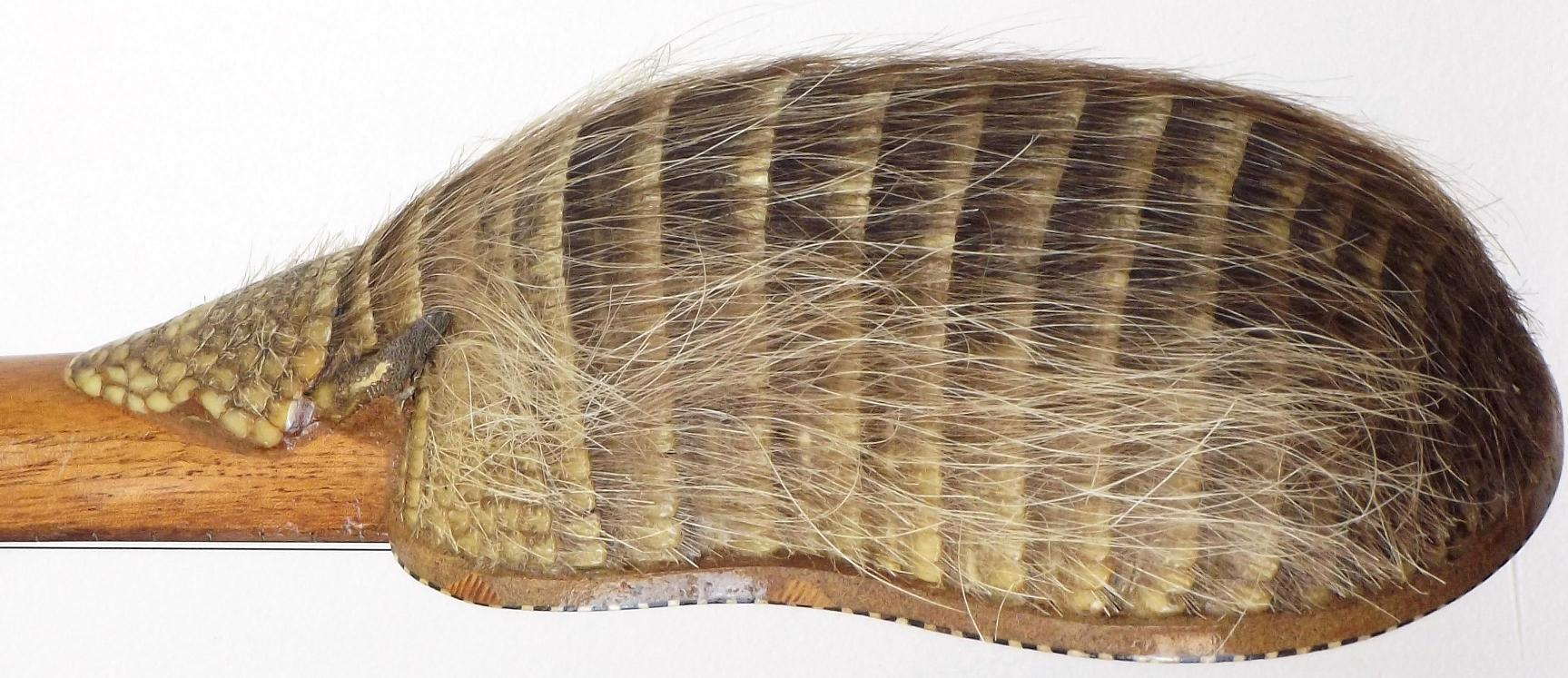
Charango bolivien traditionnel en carapace de kirkincho.

Les tout premiers charangos auraient été construits en utilisant, comme caisse de résonance, une carapace de tatou de petite taille, et particulièrement celle du petit tatou des Andes ou Chaetophractus nationi, appelé en quechua kirkinchu. Cette pratique se poursuit encore aujourd'hui, notamment avec d'anciennes carapaces recyclées, bien que certaines espèces de tatous soient protégées, et notamment le quirquincho (transcription hispanique de son nom quechua ; le terme de quirquincho sert aussi à désigner un genre particulier de charango, voir les "articles connexes"). 
Une autre hypothèse prétend que les charangos en carapace de tatou ne seraient apparus qu'après les tout premiers en bois, directement inspirés de la vihuela espagnole. C'est  notamment la thèse du maître charanguiste Ernesto Cavour (qu'on peut consulter sur son site présentant ses ouvrages d'ethnomusicologie et de méthode des instruments traditionnels, voir la section "liens externes"). 

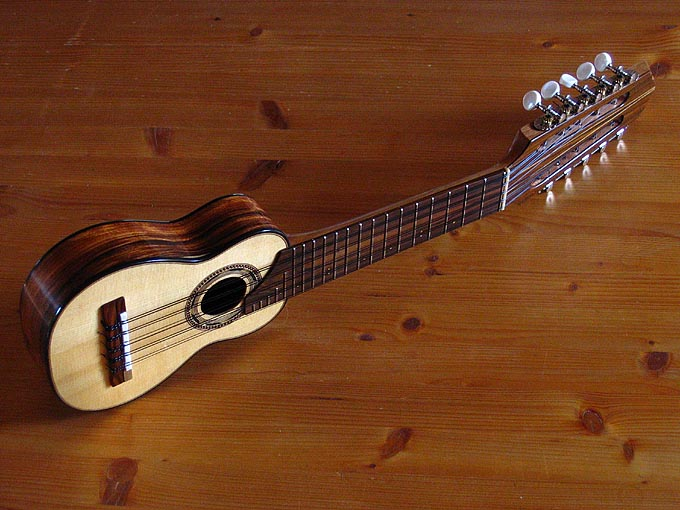
Charango péruvien en bois collé, comme pour la caisse d'une guitare. Longueur de corde vibrante (entre le sillet de tête et le chevalet) : 35 cm. Longueur totale : 64 cm. Accordage dit en "temple natural" : mi - la - mi - do - sol.

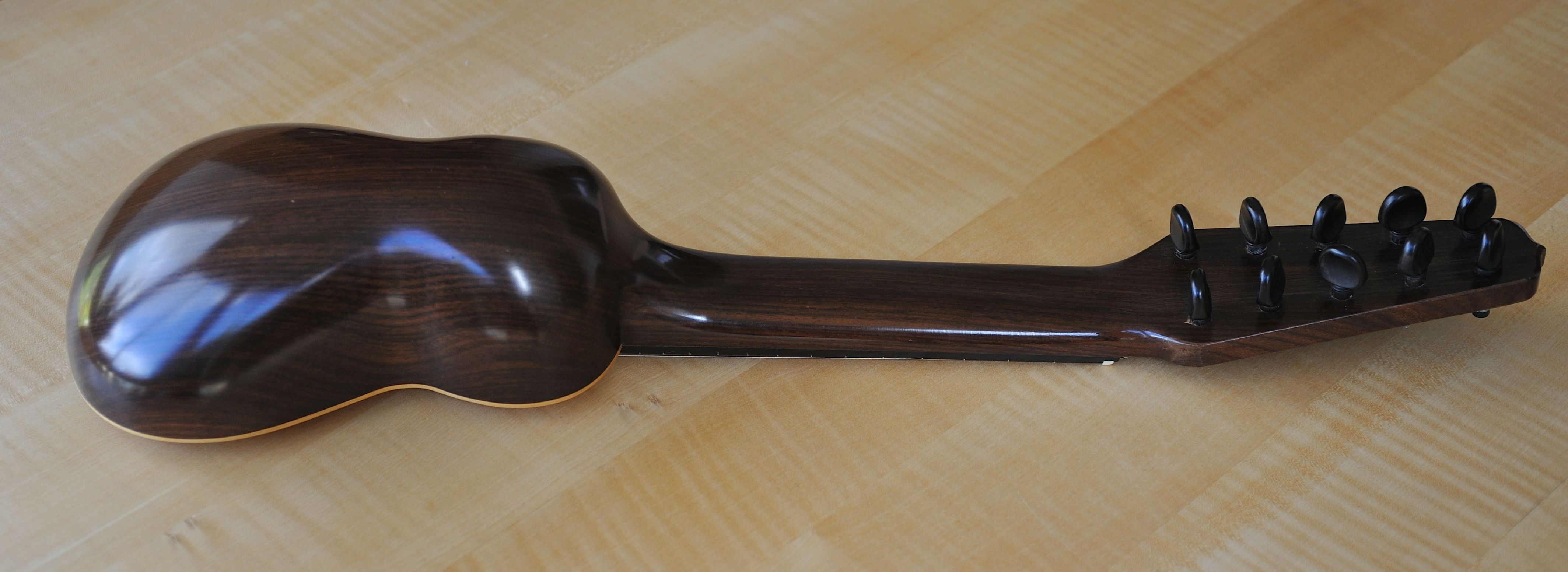
Dos de charango moderne tout en bois précieux d'une seule pièce taillée dans la masse. À noter ici le chevillier manuel "à l'ancienne" (non mécanique), avec chevilles "à friction", comme le violon.

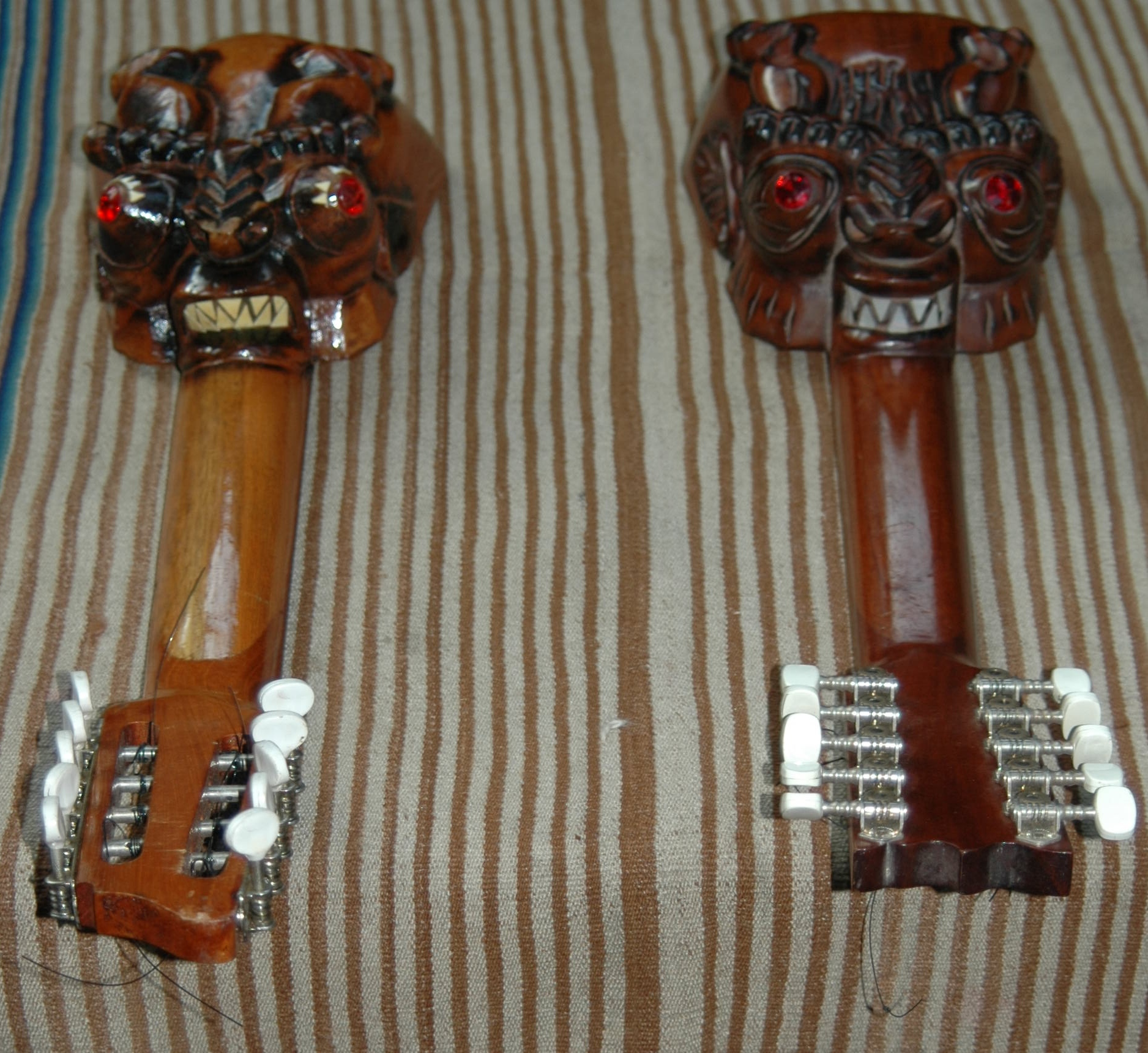
Charangos de style "diablo", avec une caisse sculptée et un chevillier moderne (à "mécaniques"), comme la guitare.

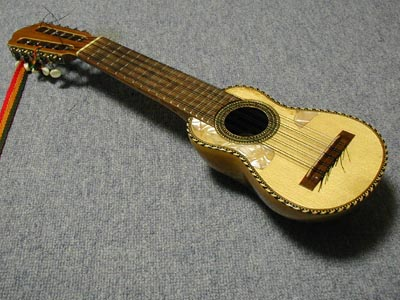
Charango bolivien moderne, œuvre du luthier Rene Gamboa à Cochabamba.

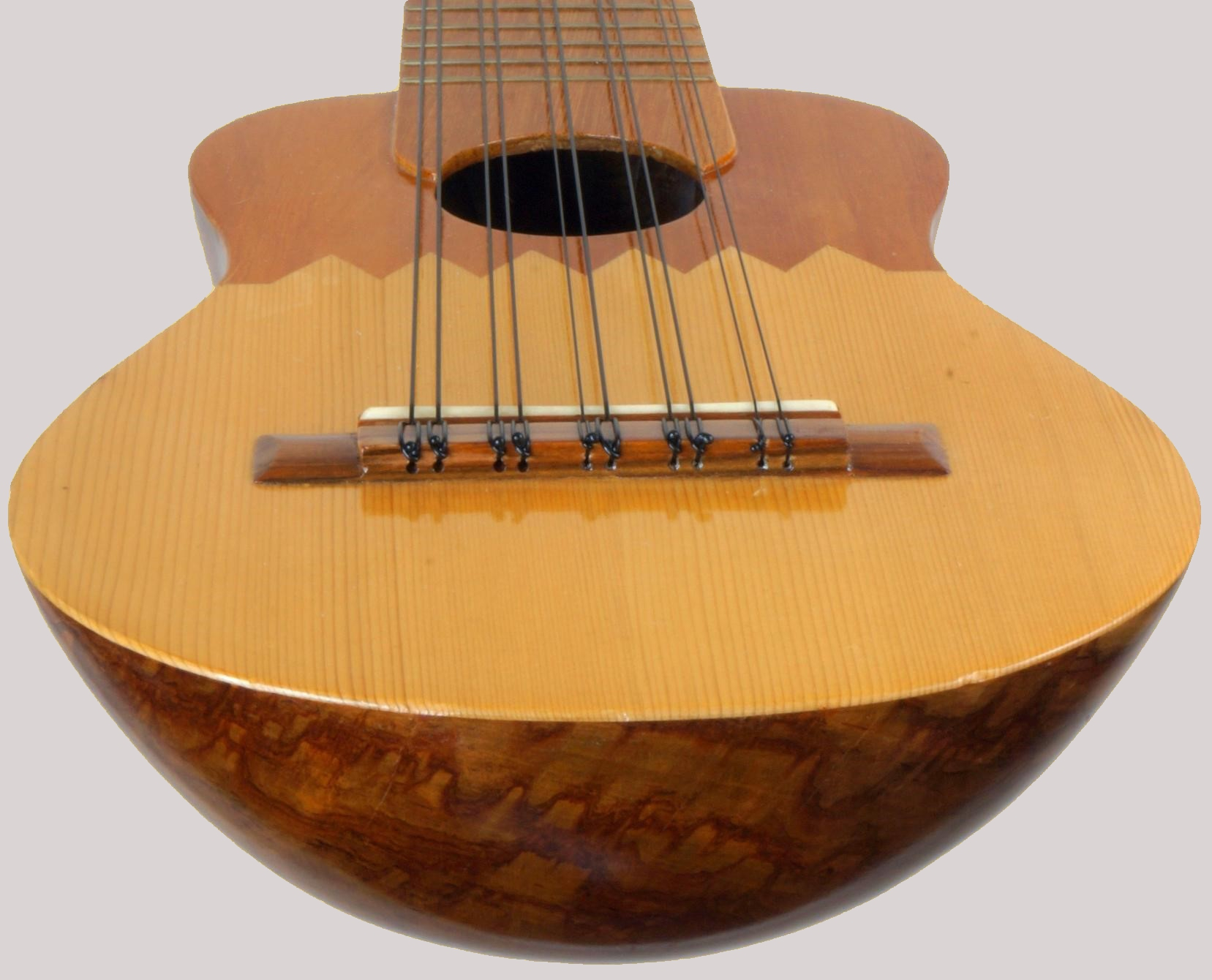
Charango péruvien. Vue en gros plan sur la table d'harmonie, l'avant de la caisse, le chevalet avec le sillet inférieur, et les cinq doubles-cordes ou "chœurs".

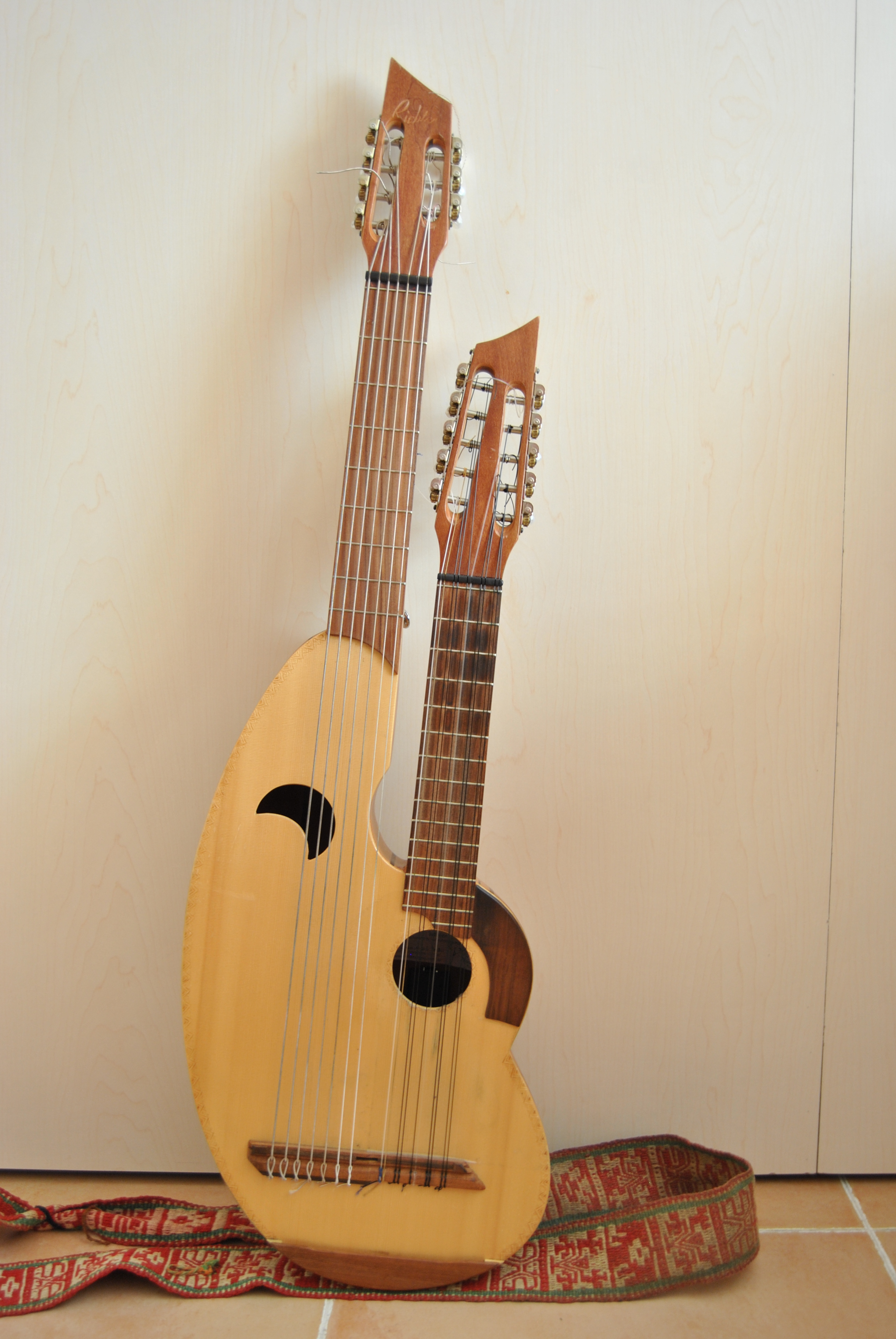
Le Kanatl, instrument créé par le musicien et luthier Pablo Nahual, résultant de la fusion d'un ronroco et d'une guitare. Le mot kanatl signifie « deux maillons unis dans une même chaîne ».

Cependant, probablement du fait de la protection du tatou des Andes et de l'interdiction de son exportation, l'utilisation du bois pour la caisse de résonance est de plus en plus fréquente ; les meilleurs charangos sont conçus d'une seule pièce, la caisse étant alors taillée dans la masse.
On trouve aussi des charangos en bois collé pour le fond, avec des éclisses en bois courbé à chaud, comme une petite guitare. 
Le charango en tatou pose dans le temps des problèmes d'accordage et de jeu, car la carapace tend à se replier et donc à éloigner les cordes de la table d'harmonie et du manche.
La petite taille de l'instrument viendrait du fait que les indigènes n'étaient pas autorisés par les Espagnols à jouer des instruments à cordes et devaient donc pouvoir les cacher facilement.
Il est monté de dix cordes groupées en 5 chœurs (paire de cordes jouant la même note, comme sur un luth). Les cordes sont en nylon (voire en boyaux ou en métal), accordées le plus souvent en sol-sol, do-do, mi-MI, la-la, mi-mi, de la cinquième vers la première paire (chaque chœur étant accordé à l'unisson, à l'exception des cordes de la troisième paire, qui ont une octave de différence).
| Corde | Accordage du charango médium dit "temple natural" | Fréquence             |
| ----- | ------------------------------------------------- | --------------------- |
| 5     | sol 4 / sol 4                                     | 391.99 Hz             |
| 4     | do 5 / do 5                                       | 523.25 Hz             |
| 3     | mi 5 / mi 4                                       | 659.26 Hz / 329.63 Hz |
| 2     | la 4 / la 4                                       | 440.00 Hz             |
| 1     | mi 5 / mi 5                                       | 659.26 Hz             |

L'ordre des cordes est atypique : la corde la plus grave est le Mi4 (corde 3a), puis Sol4 (5e cordes), La4 (2e cordes), Do5 (4e cordes) et Mi5 (1res cordes et corde 3b). Donc la corde la plus grave se trouve au centre (corde 3a), à la différence de la guitare classique dont l'accordage standard indique que la corde la plus grave (Mi1) est en haut (en position 5). 
Le chevillier peut être "à l'ancienne" avec des chevilles à friction, ou moderne avec des mécaniques : système de vis sans fin actionnées par des clefs. Le manche est fretté. 
Le jeu de la main droite se fait au doigt mais aussi exceptionnellement avec un plectre (médiator) dans certaines régions.
Le jeu typique de la main droite est permis par l'accordage spécifique ci-dessus et se fait en alternant pouce doigt pouce doigt.
Le charango de par sa conformation permet le redoublement caractéristique (frotté très rapide) qui donne un cachet particulier aux musiques des Andes.
L'instrument existe en trois tailles :
- waylacho ou kalampiador (aigu), environ 23 cm entre le chevalet et le sillet de tête, accordé en ré-sol-si-mi-si
- charango (médium), environ 35 cm entre le chevalet et le sillet, accordé en sol-do-mi-la-mi
- ronroco (en) (grave)[5], environ 45 cm entre le chevalet et le sillet, accordé en ré-sol-si-mi-si. Il est considéré comme un charango baryton ou ténor. Il est accordé habituellement une quarte en dessous pour l'Argentine ou une quinte en dessous pour la Bolivie ; son timbre rauque lui a donné son nom.

Mais bien des variantes se trouvent en Bolivie et au Pérou : 
- Ranka Charango à 8 cordes
- Qonqota
- Anzaldeña
- Ayquileño
- Kirki
- Charango sacabeño
- Charango de Pukarillo o de chojllo-chojllo
- Charango Vallegrandino à 6 cordes
- Palta Charango
- Guitarrón à 8 cordes
- Medianas (pequeña, mediana et grave)
- Maulincho
- Charangos juguetes
- Charango Uñanchay (anzaldeño aux 10 à 11 cordes)
- Charangos tajlachis (bajo, mediano et alto)
- En Bolivie, le charango de bois s'appelle chillador.

## Encordage
Généralement, le charango possède 5 chœurs de cordes doubles. Il en comporte parfois davantage, jusqu'à 14 paires.
En Bolivie, l'encordage n'est pas systématisé. Selon une brochure publiée mais sans date ni nom d'éditeur, trois systèmes ont été relevés par l'instrumentiste Ernesto Cavour :
1. cordes métalliques
2. fil à pêche de 0,50 mm de diamètre et/ou fil de guitare
3. fil plastique de 0,50 à 1 mm de diamètre.

L'encordage métallique sollicite fortement la caisse et est souvent fatal lorsqu'il s'agit d"une carapace de tatou.

## Jeu

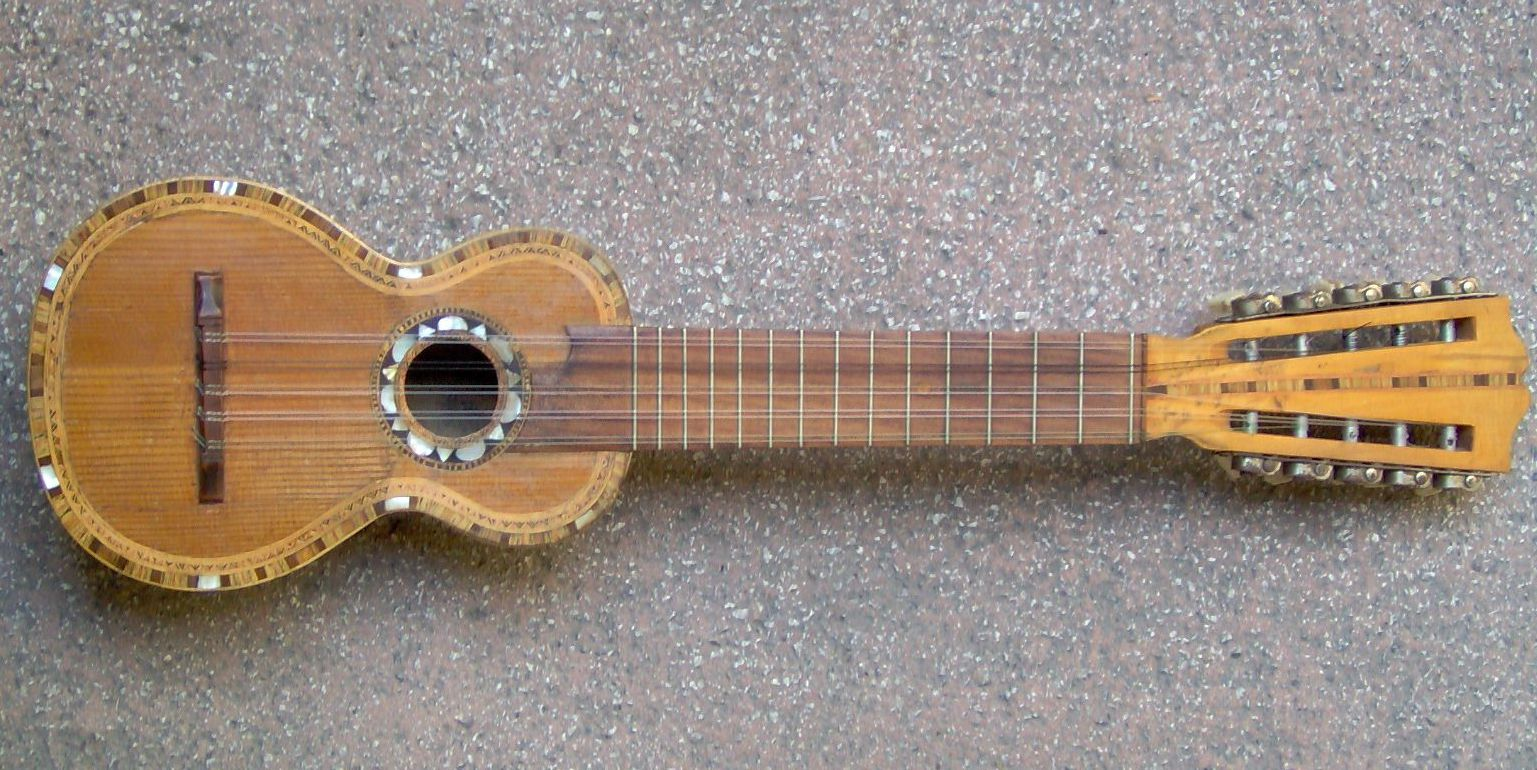
Un charango bolivien de 63 cm en tout.

Le charango est essentiellement utilisé pour jouer la musique folklorique des pays andins : carnavalitos, bailecito, huayno, huaynitos, cuecas, yaravíes, san juanitos (en Équateur)... Le rythme Huayño est l'un des plus populaires joué dans les villages de l'Altiplano bolivien. Le grand air El cóndor pasa est basé sur cette mesure : 2 mains descendantes et 1 montante. On retrouve le charango dans les musiques de carnaval, certains groupes de morenada, tundiquis, caporale, saya etc.
Les charangos sont fabriqués du Pérou jusqu'en Argentine, en passant par la Bolivie et le Chili.
Les meilleurs luthiers s'étant installés dans les zones touristiques comme la ville historique de Potosí, ou à La Paz dans le quartier touristique de la Cathédrale de San Francisco.[réf. nécessaire]
Internet leur assure aujourd'hui un débouché international et nombre d'entre eux envoient leur production dans le monde entier (c'est le cas du luthier argentin pour la source de l'audio ci-contre). 

### Source
- Guitares hispano-américaines, Bruno Montanaro R., Edisud, Aix-en-Provence, 1983.